# Milton Sills
Milton Sills (12 de enero de 1882-15 de septiembre de 1930) fue un actor teatral y cinematográfico estadounidense, cuya carrera transcurrió en la era del cine mudo.

## Biografía
Milton Sills nació en Chicago, Illinois, en el seno de una familia adinerada y bien relacionada socialmente. Su padre se dedicaba al negocio de los minerales, y su madre era la heredera de una próspera familia de banqueros. Tras completar la high school, Sills disfrutó de una beca de un año en la Universidad de Chicago, donde estudió psicología y filosofía. Posteriormente trabajó en la universidad como investigador, llegando más adelante a ejercer como profesor.
En 1905 el actor teatral Donald Robertson visitó el centro de enseñanza en el que trabajaba Sills a fin de dar una conferencia sobre Henrik Ibsen, y sugirió a Sills que podía probar suerte con la actuación. Sills decidió dejar durante un tiempo la enseñanza y pasó a formar parte de la compañía teatral de Robertson, con la cual viajó por el país.
En 1908, mientras actuaba en Nueva York, cosechó elogios críticos de notables productores del ambiente teatral de Broadway, tales como David Belasco y Charles Frohman. Ese mismo año debutó en Broadway con la pieza This Woman and This Man, que fue un éxito de taquilla y de crítica. Entre 1908 y 1914, Sills actuó en una docena de espectáculos de Broadway, llegando a ser uno de los intérpretes favoritos del público.
En 1910 Sills se casó con la actriz teatral inglesa Gladys Edith Wynne, con la que tuvo una hija, Dorothy Sills. El matrimonio se divorció en 1925, y en 1926 Sills volvió a casarse, esta vez con la actriz de cine mudo Doris Kenyon, con la que tuvo un hijo, Kenyon Clarence Sills, nacido en 1927.
En 1914 Milton Sills decidió conquistar el nuevo medio cinematográfico. Debutó en el cine ese año en el drama de gran presupuesto The Pit, firmando además un contrato con el productor cinematográfico William Aloysius Brady. El film tuvo un gran éxito, por lo que Sills rodó otros tres títulos con la misma compañía, uno de ellos con gran resultado de taquilla, The Deep Purple, junto a la estrella del cine mudo Clara Kimball Young. A finales de la década de 1910 Sills había alcanzado el estatus de primer actor, decidiendo dejar al relativamente pequeño estudio World Film company a fin de ser actor freelance, algo inusual en la época.
A principios de los años veinte, Sills disfrutaba de una exitosa carrera como actor y trabajaba para estudios de la talla de MGM, Paramount Pictures y Pathé, viéndose emparejado con las actrices más populares de la época, entre ellas Geraldine Farrar, Gloria Swanson y Viola Dana. Sus películas de mejor resultado comercial fueron Flaming Youth (1923), una cinta actualmente perdida y en la que actuaba Colleen Moore, y The Sea Hawk (1924).
El 11 de mayo de 1927, Sills tuvo la distinción de ser uno de los 36 fundadores de la Academia de Artes y Ciencias Cinematográficas (AMPAS), una organización dedicada al avance de las artes y ciencias relacionadas con el cine. Otros actores fundadores fueron Mary Pickford, Richard Barthelmess, Jack Holt, Conrad Nagel, Douglas Fairbanks, y Harold Lloyd.
El último trabajo deSills no fue The Sea Wolf (1930), sino un libro publicado a título póstumo en 1932: Values: A Philosophy of Human Needs - Six Dialogues on Subjects from Reality to Immortality. Con respecto a ello, Milton Sills combinaba de modo inusual la faceta de actor con la de académico.
Milton Sills actuó en dos películas sonoras, mostrando que tenía una voz excelente. Sin embargo, falleció inesperadamente en 1930 a causa de un infarto agudo de miocardio ocurrido mientras jugaba al tenis con su esposa en Santa Bárbara (California). Tenía 48 años de edad. Fue enterrado en el Cementerio Rosehill de Chicago, Illinois. 
Por su contribución a la industria cinematográfica, a Milton Sills se le concedió una estrella en el Paseo de la Fama de Hollywood, en el 6263 de Hollywood Boulevard.